# Saint-Avit (Charente)
Saint-Avit é uma comuna francesa na região administrativa da Nova Aquitânia, no departamento de Charente. Estende-se por uma área de 3,66 km². Em 2010 a comuna tinha 210 habitantes (densidade: 57,4 hab./km²).